# Berardo Cantalamessa
Berardo Cantalamessa (Napoli, 26 settembre 1858 – Buenos Aires, 17 marzo 1917) è stato un cantautore e attore teatrale italiano.

## Biografia
Nasce a Napoli il 26 settembre 1858 e per la sua abilità nelle tecniche vocali, dal fischio ai giochi di parole, viene spesso scritturato dalla nascente industria fonografica, come una sorta di speaker a tutto campo. Ma Cantalamessa è anche un apprezzato "macchiettista" specializzato nel genere comico ed esecutore di duetti con le regine del varietà di allora, da Amelia Faraone a Olimpia d'Avigny, per anni sua compagna.
Passa alla storia per la sua risata. Il suo più grande successo è infatti 'A risa (La risata), composta nel 1895, riadattamento di una canzonetta in inglese allora di moda, eseguita da un artista nero del Nord America. Ne nasce una canzone originale, firmata dallo stesso Cantalamessa, che diventa anche il suo primo disco pubblicato. Nel 1907 la popolarità acquisita lo induce a partire in tournée con la D'Avigny per l'America e lì ottiene successo tanto grande da stabilirvisi con la sua compagna. Abita per diversi anni a Buenos Aires, dove muore il 17 marzo 1917.
Suo figlio, Bruno Cantalamessa (Napoli, 20 febbraio 1888 - Roma, 10 marzo 1964), seguì le orme paterne e si affermò nel Cafè Chantant e nel Varietà. Anche sua nipote, Clely Fiamma (Clelia Cantalamessa) divenne negli anni '30 una popolare soubrette di rivista.

## Discografia
78 giri
- 1902 La risata (Disco Zonofono X-459, come Signor Cantalamessa; con Olimpia d'Avigny)
- 1902 Purichiè purichì purichià!… (Gramophone Concert, GC 54024; con Olimpia d'Avigny)
- 1904 'E tre d''a chiazza
- 1904 Un professore di trombone a spasso
- 1905 La ciociara
- 1905 'A buscia!
- 1906 L'eruzione del Vesuvio
- 1906 'E rragazze
- 1907 'A risata nova
- 1907 Se ti ritiri tu
- 1907 Voglio sisca' (con Ersilia Sampieri)
- 1907 I' vurria (con Ersilia Sampieri)
- 1908 Cchiò cchiò cchiò

Album
- 1995 La risata di Cantalamessa (Nuova Fonit Cetra, CDFO 3626)